# Roman Yampolskiy
Roman Vladimirovitch Yampolskiy (en russe : Роман Владимирович Ямпольский ; né le 13 août 1979) est un informaticien letton de l'université de Louisville, connu pour ses travaux en sécurité de l'IA et en cybersécurité. Il est titulaire d'un doctorat de l'université de Buffalo (2008). Il dirige un laboratoire de cybersécurité à l'université de Louisville.
Yampolskiy est l'auteur d'une centaine de publications, dont plusieurs livres.

## Sécurité de l'IA
Yampolskiy met en garde contre la possibilité d'un risque existentiel lié à l'intelligence artificielle avancée, et préconise des recherches sur le confinement de l'intelligence artificielle. Plus largement, Yampolskiy et son collaborateur, Michaël Trazzi, proposent d'introduire des « talons d'Achille » dans les systèmes d'IA potentiellement dangereux, par exemple en interdisant à l'IA d'accéder à son propre code source et de le modifier,. Une autre proposition consiste à appliquer une « mentalité de sécurité » à la sûreté de l'IA, en identifiant systématiquement les risques potentiels pour mieux évaluer l'efficacité des mécanismes de sécurité.
Il explique qu'il n'y avait aucune preuve d'une solution au problème du contrôle de l'IA, et propose de suspendre le développement de l'IA, en faisant valoir qu'« imaginer que les humains peuvent contrôler une IA superintelligente, c'est un peu comme imaginer qu'une fourmi peut contrôler le résultat d'un match de football américain qui se joue autour d'elle »,. Il rejoint des chercheurs en IA tels que Yoshua Bengio et Stuart Russell en signant « Pause Giant AI Experiments: An Open Letter ».
Lors d'une apparition sur le podcast de Lex Fridman en 2024, Yampolskiy prédit que la probabilité que l'IA puisse conduire à l'extinction de l'humanité était de « 99,9 % au cours des cent prochaines années ».
Yampolskiy est conseiller de recherche au Machine Intelligence Research Institute et membre du programme de sécurité de l'IA au Foresight Institute.

## Intellectologie
En 2015, Yampolskiy lance l'« intellectuologie », un nouveau domaine d'étude fondé pour analyser les formes et les limites de l'intelligence,,. Yampolskiy considère l'IA comme un sous-domaine de cette discipline. Un exemple du travail d'intellectologie de Yampolskiy est une tentative de déterminer la relation entre divers types d'intelligence et l'espace ludique accessible, c'est-à-dire l'espace des activités qui ne sont pas ennuyeuses.

## Complétude de l'IA
Yampolskiy travaille sur le développement de la notion d'IA-complétude en théorie de la complexité, en utilisant le test de Turing comme exemple.